# 70mm 필름

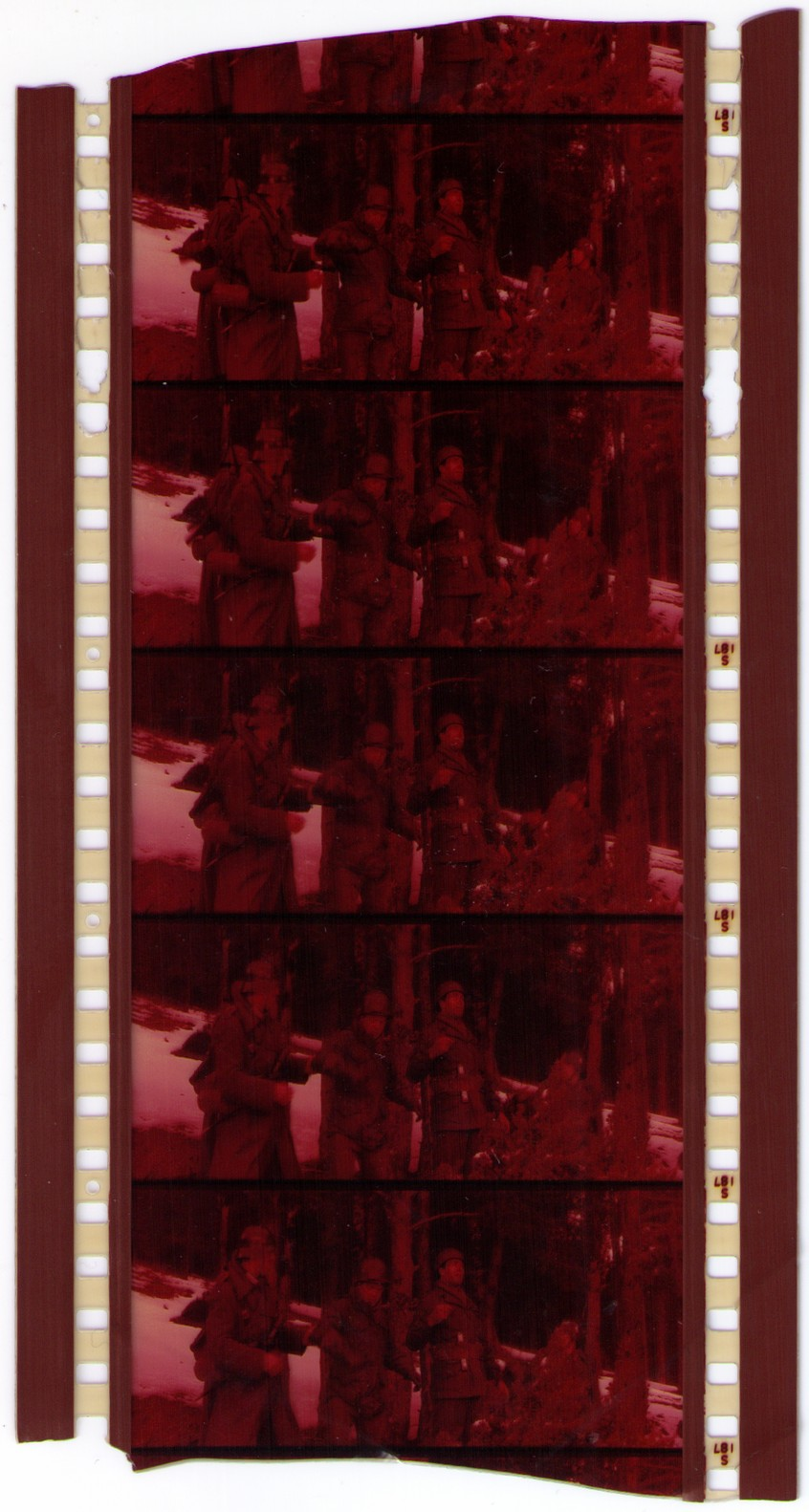

70밀리 필름은 필름 규격이다. 이 필름은 일반 영화용 35mm 필름 규격보다 고품질로 되어 있다.

## 역사
70 mm 너비의 필름은 초기 영화 산업부터 존재해왔다. 최초의 70 mm 포맷 필름은 헨리 레가타의 동영상으로 간주되며 1896년, 1897년 영사되었으나 촬영은 1894년 초에 이루어졌다.

## 이용
- 울트라 파나비전
- 특수 효과
- 아이맥스
- 70 mm 3D의 초기 사용
- 아이맥스 3D

## 같이 보기
- 시네라마